# Radiostacja (osiedle)

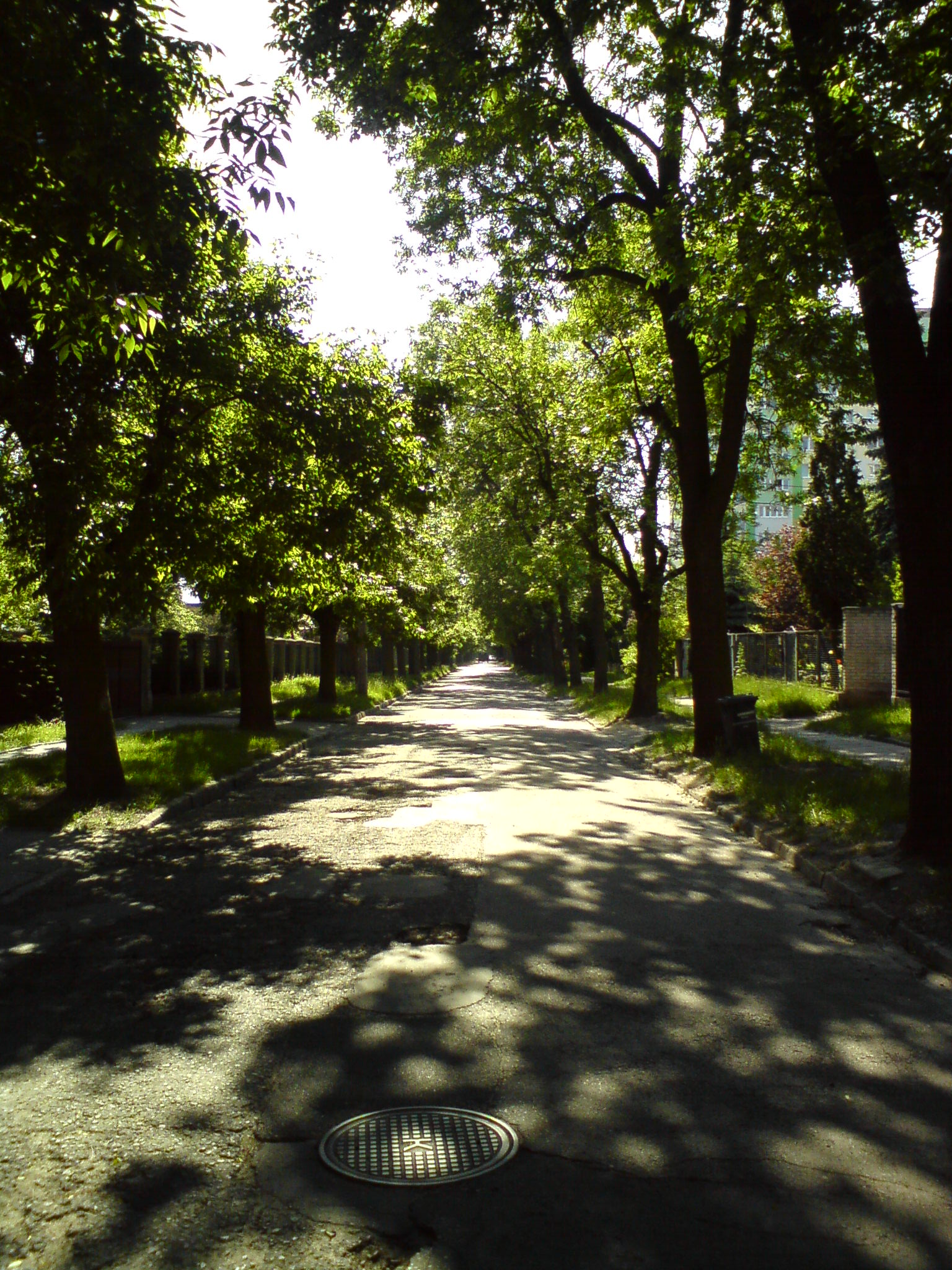
Ulica Aleksandra Zelwerowicza (widok od strony ul. Edukacyjnej)

Radiostacja – osiedle w Łodzi, znajdujące się w dzielnicy Śródmieście.

## Granice osiedla
Radiostacja jest najdalej na wschód wysuniętym osiedlem Śródmieścia. Ograniczona jest od zachodu ulicami Kopcińskiego i Palki; od południa ulicą Małachowskiego; od wschodu ulicą Konstytucyjną, linią stanowiącą jej przedłużenie oraz granicą ogródków działkowych; od północy ulicą Pomorską.

## Nazwa osiedla
Nazwa osiedla Radiostacja pochodzi od zbudowanej w latach 1937–1939, przy ul. Narutowicza 130 rozgłośni radiowej Radia Łódź.

## Krajobraz
Na południe od ul. Narutowicza zabudowę stanowią modernistyczne wille z okresu międzywojennego, wśród których wznosi się kilka bloków z lat 70. XX wieku i międzywojnia. Wzdłuż ul. Kopcińskiego znajduje się osiedle neoklasycystycznych willi oficerskich z lat dwudziestych. Pomiędzy ul. Narutowicza i Pomorską rozsiane są budynki Uniwersytetu Łódzkiego i Uniwersytetu Medycznego. Na wschodzie tego obszaru są nieużytki porośnięte młodym lasem i łąkami, na zachodzie zaś Park Matejki. 

## Instytucje
- szpital im. Norberta Barlickiego (ul. Stefana Kopcińskiego 22)
- Uniwersytet Łódzki
- Uniwersytet Medyczny
- XXIX Liceum Ogólnokształcące (ul. Aleksandra Zelwerowicza 38/44)
- Dom Dziecka (ul. Małachowskiego)
- Dwa przedszkola
- Radio Łódź (ul. Gabriela Narutowicza 130)
- 2 urzędy pocztowe
- Jednostka Ratowniczo - Gaśnicza nr 8 (ul. Tamka 10)
- Szkoła Podstawowa nr. 79 im. Łódzkich Olimpijczyków
- Gmach oddziału głównego generalnej dyrekcji lasów państwowych w Łodzi i Banku Ochrony Środowiska (ul. Matejki)

## Komunikacja
- linie tramwajowe ze Stoków do Centrum prowadzą ulicami Pomorską oraz Pomorską-Konstytucyjną-Narutowicza. Obok rozgłośni radiowej krańcówka tramwajowa wykorzystywana przez linię 18.
- linie autobusowe dzienne: Kopcińskiego-Palki (arteria północ-południe) i Narutowicza-Konstytucyjna (58A/B na Stoki)
- nocna linia autobusowa N4A/B: Narutowicza-Konstytucyjna-Pomorska-Palki-Telefoniczna